# エキセメスタン
エキセメスタンは、第3世代アロマターゼ阻害薬のひとつ。乳癌の治療に用いられる。製品名はアロマシン錠（ファイザー製造販売）。

## 薬理
エストロゲンは女性ホルモンであり、乳腺の発育を促進する。また乳癌においては、癌の発育を促進する。
閉経後には女性ホルモンであるエストロゲンは、副腎や脂肪組織においてアロマターゼという酵素を介しアンドロゲン（男性ホルモン）から転化生成される。 
エキセメスタンはI型のアロマターゼ阻害薬であり、エストロゲンを減少させる。構造的にはアンドロステンジオンに類似している。エキセメスタンはアロマターゼ酵素の偽基質として働き、酵素の活性部位に不可逆的に結合して酵素を不活性化する（この様な基質は自殺基質 (Suicide substrate) と呼ばれる）。エキセメスタンは、酵素の標的に構造的に類似しているため、酵素に永久的に結合し、酵素がアンドロゲンをエストロゲンに変換するのを阻止する。 
一方、アナストロゾールやレトロゾール等のII型アロマターゼ阻害薬はステロイド骨格を持たず、アロマターゼのヘムを阻害する。 
閉経後ホルモン感受性乳癌において、標準薬のタモキシフェンと比較して、癌の再発が遅くなり延命効果があることが報告された。(IES試験)
レトロゾールまたはアナストロゾールに抵抗性の局所進行性または転移性の閉経後乳癌にエキセメスタンとエベロリムスの併用は有用であった。

## 適応症
- 閉経後乳癌

## 副作用
重大な副作用は、肝炎、肝機能障害、黄疸である。
最も一般的な副作用（患者の10％以上）は、エキセメスタンによるエストロゲン欠乏症の典型的な症状である火照りと発汗であり、その他、不眠症、頭痛、関節痛などが出る。嘔気や疲労感は、主に進行乳癌の患者に見られる。
患者の約20％にリンパ球の減少が認められており、特に既存のリンパ球減少症のある患者では注意が必要である。
エキセメスタンはアンドロゲン作用を持ち、にきびや体重増加などのアンドロゲン性の副作用を引き起こす可能性があるが、これらは一般的に本剤の超高用量投与に伴うものである。

## 相互作用
エキセメスタンは肝酵素CYP3A4によって代謝される。CYP3A4阻害剤であるケトコナゾールは臨床試験においてエキセメスタン濃度に有意な影響を及ぼさなかったが、強力なCYP3A4誘導剤であるリファンピシンは、エキセメスタンの濃度を約半分に低下させ（単回投与でAUC：54％、Cmax：41％）、有効性を損なう可能性がある。カルバマゼピンやセイヨウオトギリソウなどの他の3A4誘導剤も同様の影響を与えると考えられる。この効果の臨床的な関連性については検討されていない。

## 薬物動態
エキセメスタンは消化管から速やかに吸収されるが、肝臓で強い初回通過効果を受ける。血漿中の最高濃度には、乳癌患者では1.2時間後、健常者では2.9時間後に到達する。最大のアロマターゼ阻害作用は2～3日後に発現する。吸収された物質の90％は血漿タンパク質に結合する。肝酵素CYP3A4は6位のメチリデン基を酸化し、17-ケト基（5員環上）はアルド-ケト還元酵素によってアルコールに還元される。得られた代謝物のうち、40%が尿から、40%が便から1週間以内に排泄される。非代謝物質の尿中への排泄は僅か1％である。最終的な半減期は24時間である。